# Liste der Internationalen Meister (Verleihung 1967)

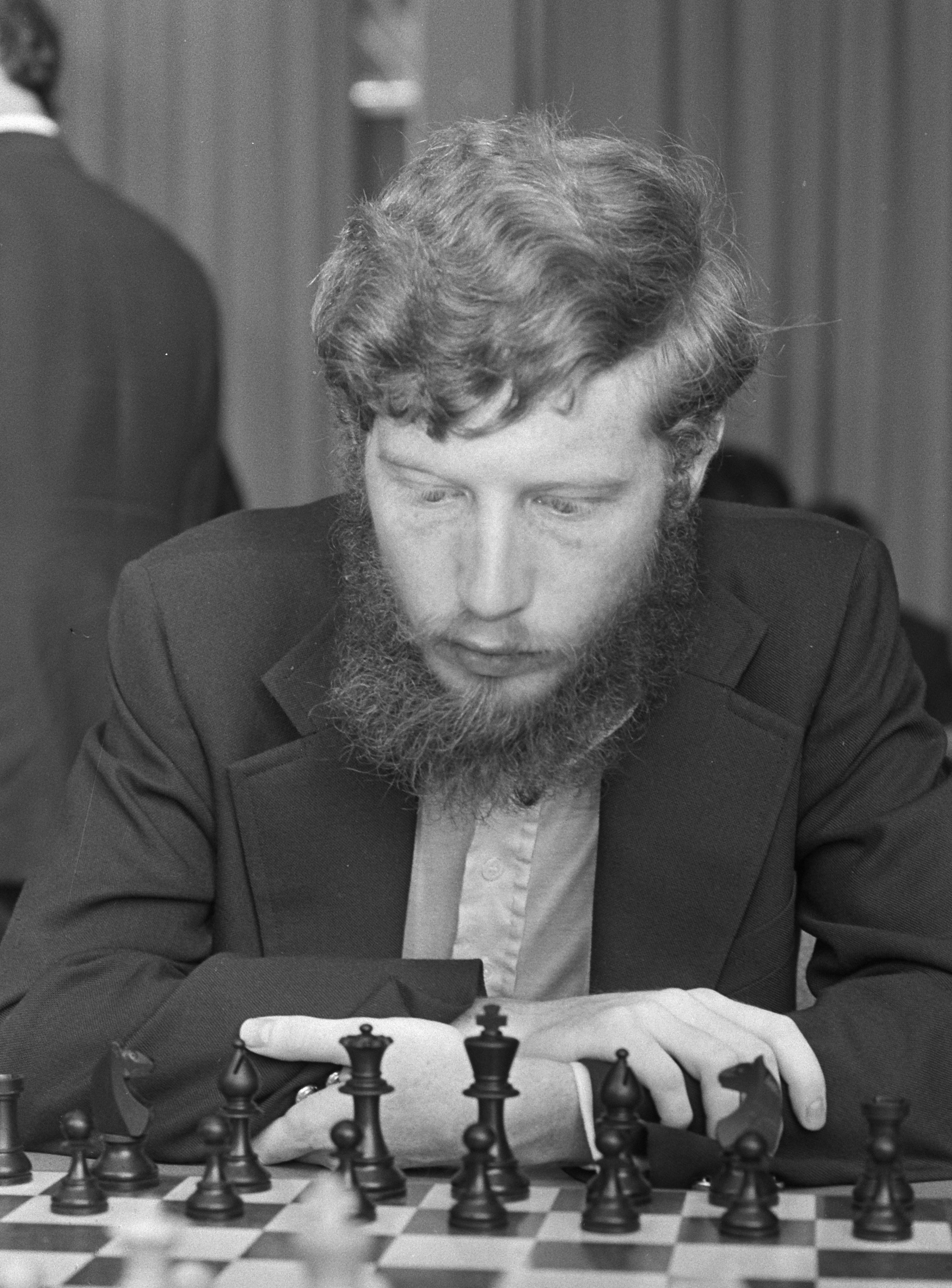
Julio Kaplan wurde 1967 als einziger Puerto-Ricaner Juniorenweltmeister.

Die Liste der Internationalen Meister des Jahres 1967 führt alle Schachspieler auf, die im Jahr 1967 vom Weltschachbund FIDE den Titel Internationaler Meister erhalten haben.
Im Juni 2023 sind noch fünf der damals 15 geehrten Spieler am Leben. Neun der 15 Spieler erreichten später den Großmeistertitel.

## Legende
Die Tabelle enthält folgende Angaben:
- Name: Nennt den Namen des Spielers.
- Land: Nennt das Land, für das der Spieler 1967 spielberechtigt war.
- Lebensdaten: Nennt das Geburtsjahr und gegebenenfalls das Sterbejahr des Spielers.
- GM: Gibt für Spieler, die später zum Großmeister ernannt wurden, das Jahr der Verleihung an.
- weitere Verbände: Gibt für Spieler, die früher oder später für mindestens einen anderen Verband spielberechtigt waren, diese Verbände mit den Zeiträumen der Spielberechtigung (sofern bekannt) an. Verbandswechsel aufgrund der deutschen Wiedervereinigung sind nicht aufgeführt, sonstige Wechsel zu einem Nachfolgestaat sind berücksichtigt, sofern der Spieler zu diesem Zeitpunkt noch schachlich aktiv war.

## Liste
| Name                      | Land               | Lebensdaten | GM   | weitere Verbände                                                        |
| ------------------------- | ------------------ | ----------- | ---- | ----------------------------------------------------------------------- |
| William Addison           | Vereinigte Staaten | 1933–2008   |      |                                                                         |
| Eldis Cobo Arteaga        | Kuba               | 1929–1991   |      |                                                                         |
| István Csom               | Ungarn             | 1940–2021   | 1973 |                                                                         |
| Jesús Díez del Corral     | Spanien            | 1933–2010   | 1974 |                                                                         |
| Julio Kaplan              | Puerto Rico        | 1950        |      | Vereinigte Staaten (seit 1975)                                          |
| Anatoli Lutikow           | Sowjetunion        | 1933–1989   | 1974 |                                                                         |
| Henrique da Costa Mecking | Brasilien          | 1952        | 1972 |                                                                         |
| Vojko Musil               | Jugoslawien        | 1945–2023   |      |                                                                         |
| Stanimir Nikolić          | Jugoslawien        | 1935–2021   | 1978 | Serbien und Montenegro (2003–2006), Serbien (ab 2006)                   |
| Wolodymyr Sawon           | Sowjetunion        | 1940–2005   | 1973 | Ukraine (ab 1992)                                                       |
| Samuil Schuchowizki       | Sowjetunion        | 1916–2016   |      | Russland (seit 1992)                                                    |
| Bela Soos                 | Rumänien           | 1930–2007   |      | Bundesrepublik Deutschland (ab 1974)                                    |
| Duncan Suttles            | Kanada             | 1945        | 1973 |                                                                         |
| Milan Vukić               | Jugoslawien        | 1942        | 1975 | Serbien und Montenegro (2003–2006), Bosnien und Herzegowina (seit 2006) |
| Heikki Westerinen         | Finnland           | 1944        | 1975 |                                                                         |